# Santuario de El Carambolo
Il Santuario de El Carambolo è un sito archeologico che si trova nel comune di Camas, localita a circa 15 km da Siviglia, in Spagna. Il Santuario risale all'età del ferro. Durante gli scavi è stato trovato il tesoro di El Carambolo, formato da 21 gioielli, contenuti dentro un vaso di terracotta.

## Descrizione
Il Santuario è tra i siti più importanti per la ricerca attuale sulla civiltà di Tartesso. secolo. Sebbene in un primo momento il sito fosse stato interpretato come un villaggio di capanne abitate da popolazioni indigene, che dopo il contatto con i Fenici divenne più complesso, gli ultimi scavi effettuati nel sito hanno riesumato un grande edificio, che può essere interpretato come un luogo di culto simile a quelli esistenti nel Vicino Oriente all'inizio dell'età del ferro.
Il santuario fu fondato alla fine del IX secolo o all'inizio dell'VIII secolo a.C., in coincidenza con la colonizzazione fenicia, probabilmente essendo un santuario duplice, dedicato sia ad Astarte che a Baal o Melkart. Per la sua ubicazione, su un promontorio situato vicino all'estuario del Guadalquivir, oltre ad essere un luogo di culto, potrebbe aver svolto la funzione di guida per le navi che risalivano il fiume per arrivare a Siviglia e, inoltre, potrebbe essere stato un luogo di transazioni economiche e commerciali sotto la protezione delle divinità che lì venivano venerate.

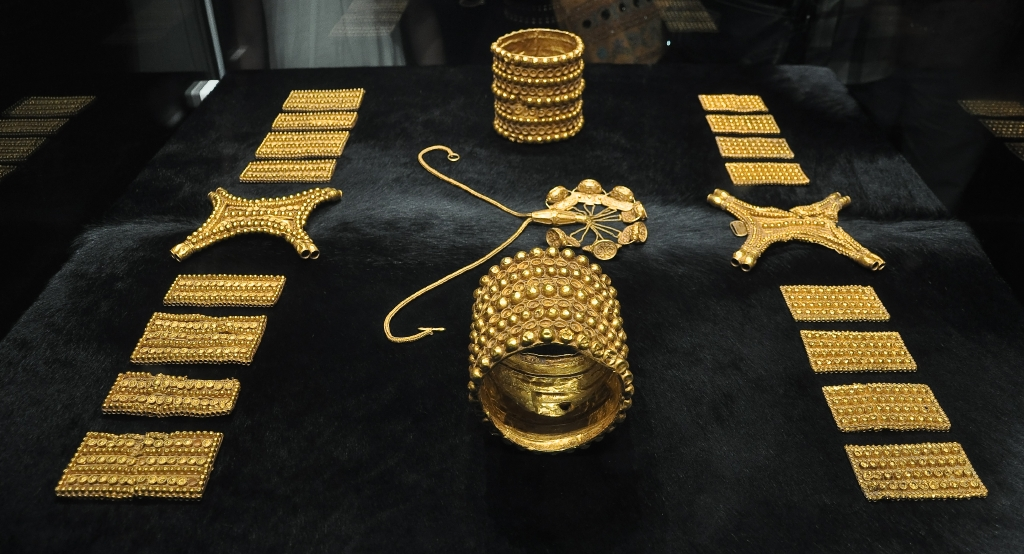
Replica del Tesoro di El Carambolo, Museo archeologico di Siviglia

Il Santuario è stato utilizzato per circa duecento anni, durante i quali è stato ricostruito più volte, mantenendo sempre il suo carattere sacro. La costruzione iniziale, piuttosto semplice, venne monumentalizzata e col passare del tempo divenne più complessa; sono state identificate ben cinque fasi costruttive.
La prima fase risale tra la fine del IX secolo a.C. e la fine dell'VIII secolo a.C. ed è stato chiamato Carambolo V. In questo primo momento il santuario si configura come una costruzione rettangolare, alla quale si accede attraverso un'apertura posta sul lato corto rivolto al sorgere del sole. L'accesso conduce ad un ampio vano rettangolare che presenta una panca perimetrale continua. Questo recinto permette l'accesso agli altri ambienti del santuario; il recinto risulta essere come un patio multifunzionale all'aperto, dove venivano preparati le offerte e i sacrifici. Questi ultimi venivano eseguiti su una piattaforma a gradini situata sul retro. Ai lati della piattaforma sono presenti due aperture che fungevano da accesso a due ambienti rettangolari, che sono interpretate come cappelle di culto. A sinistra troviamo un ambiente la cui parte più esterna documenta una serie di abitazioni e al centro un altare circolare. In fondo alla sala si trova un piccolo ambiente che può essere interpretato come il sancta sanctorum ovvero il luogo in cui appariva il dio. La stanza a destra è strutturata come una stanza rettangolare. che si suppone abbia la stessa configurazione della precedente. Accanto al gradino di accesso alla stanza è stata documentata una pietra, che può essere interpretata come betillo ovvero pietra sacra consacrata alla divinità.

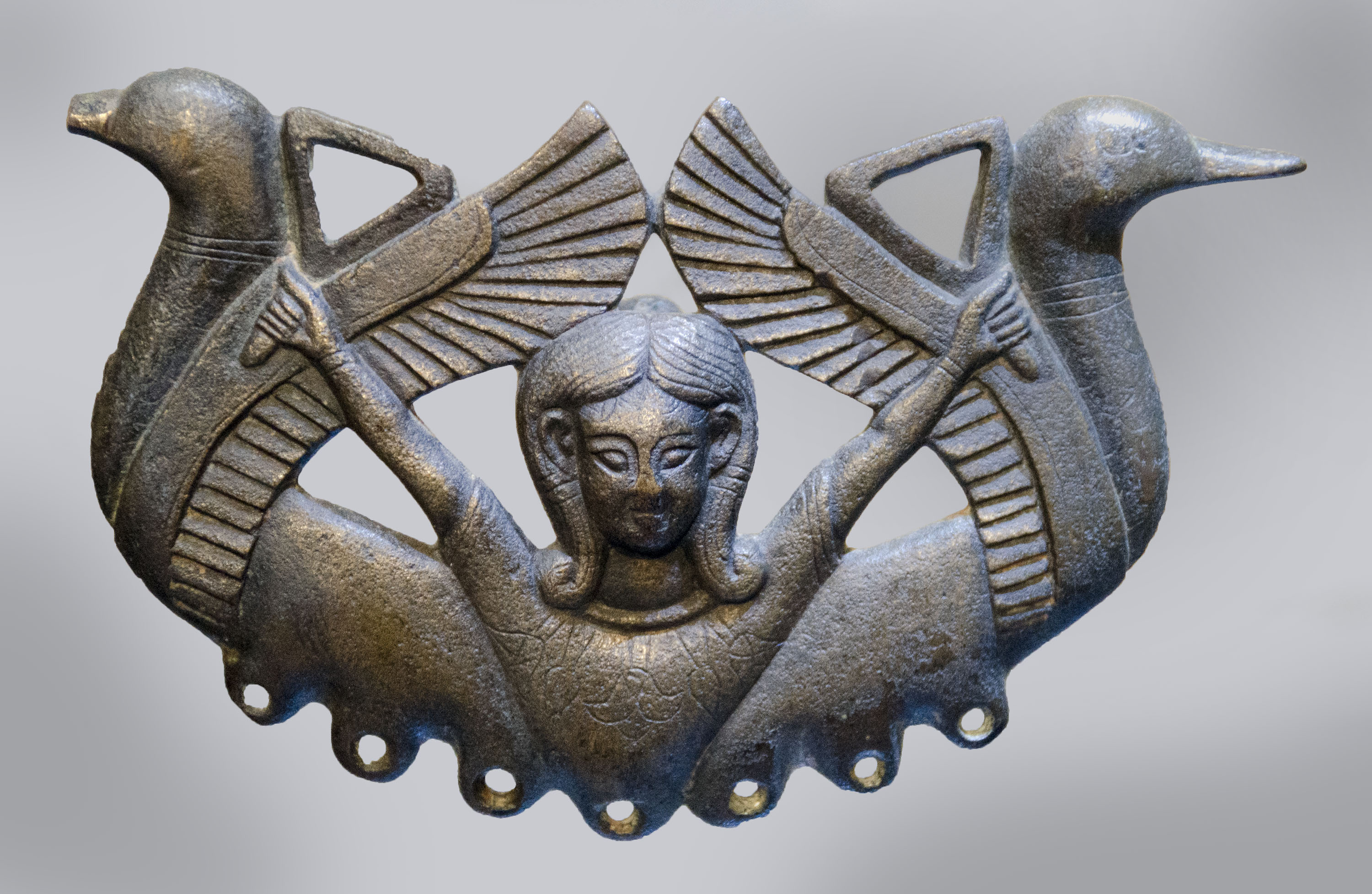
Reperto largo circa 15 cm, ritrovato a El Carambolo, raffigurante Astarte, dea della fertilità, tra due anatre

Tra l'VIII secolo e il passaggio dal VII al VI a.C. è documentato un grande ampliamento della costruzione originaria, delimitando il santuario con un possente muro che racchiude una serie di costruzioni di diversa funzione, anche se tutta la struttura può essere suddivisa in quattro aree:
Area 1: Si tratta di un ampio patio aperto a cui si accede dall'esterno attraverso il grande muro che delimita l'area. Funge da ingresso alle altre costruzioni del santuario, articolando l'accesso ai diversi spazi. Si configura come un ampio spazio alle spalle del quale troviamo l'insieme degli edifici che costituiscono il nucleo costruttivo del santuario, mentre dai lati si accede ad altri spazi ausiliari.
Area 2: dal grande patio o Area 1 si accede ad una serie di ambienti a pianta quadrangolare e rettangolare che possono essere interpretati come ambienti abitativi per i principali sacerdoti del tempio. L'accesso a queste stanze avviene da un lato dell'ampio patio.
Area 3: quest'area può essere interpretata come il nucleo sacrale e si trova sul retro dell'ampio patio denominato Area 1 e presenta una rigorosa simmetria. È composto da un'area per la preparazione delle offerte che venivano fatte agli dei e da due ambienti di culto o cappelle, uno su ciascun lato dell'area sacrificale. Per quanto riguarda l'area dove sarebbero stati preparati i sacrifici, essa è strutturata da ambienti rettangolari articolati attorno ad un patio centrale. Sono venuti alla luce numerosi focolari, forni, resti di animali e resti ceramici. Su entrambi i lati di questi ambienti si trovano i due ambienti che sono stati interpretati come cappelle o ambienti di culto per la presenza degli altari, per le loro dimensioni e orientamento, per la cura con cui sono state curate le finiture e per la loro articolazione spaziale. In essi venivano fatte offerte di cibo agli dei sotto il cui patronato si trovava il santuario. La cappella di sinistra ha pianta rettangolare, presenta gradini perimetrali dipinti a scacchiera e nel suo spazio centrale è stato riesumato un altare a forma di pelle di toro tinta di rosso con tracce di combustione. La cappella di destra, anch'essa a pianta rettangolare e gradini dipinti, anche se in questo caso in bianco e rosso, presentava nella zona centrale una struttura rettangolare che è stata interpretata come un altare.
Area 4: quest'area può essere interpretata come un'area in cui si concentrano i resti dei sacrifici offerti nel santuario ed era caratterizzata dalla presenza di numerose tombe piene dei resti delle offerte effettuate nelle aree sacre. Fu in questa zona che fu ritrovato il tesoro di El Carambolo. Si trova ad ovest del complesso ed è piuttosto interessato dalle costruzioni avvenute nel corso del XX secolo. Nonostante ciò si possono distinguere un paio di ambienti rettangolari.
Nelle fasi successive nuovi edifici riempiono lo spazio sacro a scapito del grande patio di accesso denominato Area 1, ma mantenendo una struttura simile.
Di questa serie di ampliamenti è da evidenziare l'ampliamento dell'area sacra in Carambolo III, dove vengono ampliate le cappelle e viene realizzato un ampio vestibolo pavimentato con conchiglie per accedere all'area cultuale. Da segnalare inoltre nelle fasi più recenti (Carambolo II e Carambolo I) la cancellazione dell'altare a forma di pelle di toro e la trasformazione di parte del santuario in una batteria di ambienti rettangolari, dove la presenza di fornaci metallurgiche collegava alla produzione di oggetti in bronzo, attività comune ad altri santuari mediterranei dello stesso periodo e orizzonte culturale.